# Petrești, Dâmbovița
Petrești este satul de reședință al comunei cu același nume din județul Dâmbovița, Muntenia, România.
 Acest articol despre o localitate din județul Dâmbovița este deocamdată un ciot. Puteți ajuta Wikipedia prin completarea lui.